# Árpád Pullai
Árpád Pullai (* 3. September 1925 in Kecskemét, Komitat Bács-Kiskun; † 10. Juni 2015 in Budapest) war ein ungarischer Politiker der Partei der Ungarischen Werktätigen MDP (Magyar Dolgozók Pártja) sowie schließlich der Ungarischen Sozialistischen Arbeiterpartei MSZMP (Magyar Szocialista Munkáspárt), der unter anderem zwischen 1961 und 1964 Erster Sekretär des Kommunistischen Jugendverbandes KISZ (Magyar Kommunista Ifjúsági Szövetség), langjähriger ZK-Sekretär sowie Minister für Post und Verkehrswesen und zuletzt Verkehrsminister war.

## Leben

### Parteifunktionär, Erster Sekretär des KISZ und Abgeordneter
Pullai, Sohn eines Polizisten, absolvierte zwischen 1943 und 1945 eine zweijährige Ausbildung an einer Landwirtschaftlichen Berufsschule und wurde 1944 Mitglied der Kommunistischen Partei KMP (Kommunisták Magyarországi Pártja), nachdem er zuvor kurze Zeit Mitglied der Nationalen Bauernpartei (Nemzeti Parasztpárt) war. Nach einer kurzen Tätigkeit im Vertriebs- und Personalbüro einer Landwirtschaftlichen Genossenschaft in seiner Geburtsstadt Kecskemét war er zwischen 1945 und 1946 Sekretär des Ungarischen Demokratischen Jugendverbandes MÁDISZ (Magyar Demokratikus Ifjúsági Szövetség) im Komitat Pest sowie anschließend im Komitat Vas. Nachdem er einen Meisterkurs für Ölbohrungen absolviert hatte, arbeitete er eine Zeit lang als Arbeiter in einem Erdölunternehmen in Füzesgyarmat.
Im Februar 1947 wurde Pullai nach dem Besuch der Parteischule Mitarbeiter der Organisationsabteilung des Zentralkomitees (ZK) der KMP beziehungsweise der 1948 daraus hervorgegangenen Partei der Ungarischen Werktätigen MDP (Magyar Dolgozók Pártja), ehe er 1950 Mitarbeiter der ZK-Abteilung für Partei- und Massenorganisationen wurde. 1952 wechselte er als Professor an die Parteihochschule der MDP und übernahm danach von 1955 bis zur Beendigung des Volksaufstandes im November 1957 die Funktion als Sekretär der Union der Arbeiterjugend DISZ (Dolgozó Ifjúság Szövetsége) in Debrecen.
Anschließend übernahm Pullai im November 1956 zunächst die Position als Erster Sekretär der MSZMP-Stadtleitung von Debrecen, wechselte aber kurz darauf in die Funktion als Sekretär der MSZMP im Komitat Hajdú-Bihar.
Nachdem er zwischen 1957 und 1961 Chefredakteur der Zeitung Pártélet sowie seit 1958 Sekretär des KISZ war, wurde er am 14. September 1961 als Nachfolger von Zoltán Komócsin Erster Sekretär des Kommunistischen Jugendverbandes KISZ (Magyar Kommunista Ifjúsági Szövetség) und übte dieses Amt bis zu seiner Ablösung durch Lajos Méhes am 6. Januar 1964 aus.
Am 12. September 1961 wurde er zunächst Kandidat und dann am 24. November 1962 auf dem VIII. Parteikongress zum Mitglied des ZK der MSZMP gewählt, dem er bis zum XIII. Parteikongress am 28. März 1985 angehörte.
Am 24. März 1963 wurde Pullai erstmals zum Abgeordneten des Parlaments (Országgyűlés) gewählt und vertrat dort zunächst die Liste der Patriotischen Volksfront HNF (Hazafias Népfront) von Budapest sowie zuletzt zwischen dem 25. April 1971 bis zum 6. März 1980 den 11. Wahlkreis des Komitat Veszprém.

### ZK-Sekretär und Minister

#### Aufstieg zum ZK-Sekretär
Bereits kurz vor Beendigung seiner Tätigkeit als Erster Sekretär des KISZ wurde Pullai am 5. Dezember 1963 Leiter der ZK-Abteilung für Partei- und Massenorganisationen und verblieb bis zum 3. Dezember 1966 in dieser Position. Im Anschluss fungierte er vom 3. Dezember 1966 bis zum 26. Oktober 1976 fast zehn Jahre lang als ZK-Sekretär für Parteiorgane und Massenorganisationen. Zeitgleich war er zwischen 1966 und 1970 Mitglied des ZK-Ausschusses für Propaganda und Agitation und wurde anschließend 1970 zum Mitglied der ZK-Ausschüsse für Jugend sowie für Parteiarbeit, denen er bis 1975 angehörte. Als ZK-Sekretär befasste er sich auch mit der Stellung von Frauen in der Volksrepublik Ungarn.
Im April 1973 übernahm er für den erkrankten Zoltán Komócsin zunächst kommissarisch sowie nach dessen Tod am 29. Mai 1974 offiziell die Funktion als ZK-Sekretär für Internationale Beziehungen. Pullai gehörte neben dem ZK-Sekretär für Verwaltung und Organisation, Béla Biszku, zu den Gegnern des liberalen Wirtschaftskurses des Ersten Sekretärs des ZK der MSZMP, János Kádár, und zu der Gruppe von Politikern, die 1975 versucht hatten, den Parteichef abzusetzen. Seit längerer Zeit befand er sich in Opposition zum pragmatischen und technologisch orientierten Wirtschaftskurs um Kádár.
Im Herbst 1975 unterstrich er in einer Rede seine Zustimmung zu einer starken Position der Partei zur Kontrolle der wirtschaftspolitischen Führung.

#### Entmachtung als ZK-Sekretär und Post- und Verkehrsminister
Am 28. Oktober 1976 wurde Pullai von seiner Funktion als ZK-Sekretär für Internationale Beziehungen entbunden, was die bedeutendste politische Veränderung in einem Spitzengremium der Partei darstellte. Obwohl Pullai kein Mitglied des Politbüro des ZK war, galt er als der einflussreichste ideologische Hardliner und politisch Konservative innerhalb der Führung der MZSMP. Bereits auf dem XI. Parteitag am 22. März 1975 war sein bisheriger Aufstieg ins Stocken geraten: Trotz der allgemeinen Erwartung wurde er nicht zum Mitglied des Politbüros gewählt, behielt aber gleichwohl die wichtige Funktion als ZK-Sekretär für Parteiorgane und Massenorganisationen und blieb somit einflussreich im Führungszirkel der Partei.
Gleichzeitig wurde im Oktober 1976 die Position von Sándor Borbély gestärkt, der erst seit 1975 Leiter der ZK-Abteilung für Industrie, Landwirtschaft und Verkehr war, und nunmehr ZK-Sekretär wurde. Vorausgegangen war der Entmachtung von Pullai eine Reise von ZK-Sekretär Károly Németh, Borbély und Imre Pardi, der ebenfalls Leiter einer ZK-Abteilung war, zu Gesprächen mit der KPdSU in Moskau. Damit wurde deutlich, dass sich die Gruppe um Kádár durchgesetzt hatte, der nunmehr keinen Gegner mehr in den obersten Führungsgremien der Partei hatte, aber auch keinen möglichen Nachfolger von einigermaßen politischem Gewicht. Während neben Pullai, Biszku, Imre Pardi und dem 1974 verstorbenen Komócsin zu den Reformgegnern gehörten, galten Rezső Nyers, Jenő Fock und Lajos Fehér als die einflussreichsten Befürworter von Reformen, wenngleich Nyers und Fehér auf dem XI. Parteitag am 22. März 1975 ihre Mitgliedschaft im Politbüro des ZK verloren hatten.
Er übernahm stattdessen als Nachfolger von Károly Rödönyi das eher untergeordnete Amt des Ministers für Post und Verkehrswesen (Közlekedési és Postaügyi miniszter) im Kabinett von Ministerpräsident György Lázár.
Nach einer Neuorganisation des Aufgabenbereichs bekleidete er vom 30. Juni 1983 bis zu seiner Entlassung am 27. Juni 1984 das Amt des Verkehrsministers (Közlekedési Miniszter).

## Veröffentlichungen
- Die politische, wirtschaftliche und soziale Lage der Frauen, Tagung des ZK der USAP vom 18.–19. Februar 1970
- A Magyar Szocialista Munkáspárt ifjúságpolitikájának néhány kérdéséről, 1971.
- Gazdaságpolitikai eredmények, célkitűzések a nemzetközi áruszállítás tükrében, 1982.